# Convolução
Em matemática, particularmente na área de análise funcional e processamento do sinal, convolução é um operador linear que, a partir de duas funções dadas, resulta numa terceira que mede a soma do produto dessas funções ao longo da região subentendida pela superposição delas em função do deslocamento existente entre elas. O conceito de convolução está ligado à integral de superposição na Óptica de Fourier, à integral de Duhamel na teoria das vibrações, ao Teorema de Borel no estudo de sistemas lineares invariantes no tempo, ao conceito de média móvel, às funções de correlação e de autocorrelação em estatística e em processamento de sinais, e a diversos conceitos usados em análise de imagens, como digitalização, alisamento, embaçamento e aberração cromática.

## Definição

### Convolução contínua
A notação para a convolução de {\displaystyle f} e {\displaystyle g} é {\displaystyle f*g}. Ela é definida como a integral do produto de uma das funções por uma cópia deslocada e invertida da outra; a função resultante {\displaystyle h} depende do valor do deslocamento. Se x for a variável independente e u, o deslocamento, a fórmula pode ser escrita como:
{\displaystyle (f\;*\;g)(x)=h(x)=\int _{-\infty }^{\infty }f(u)\cdot g(x-u)\;du\quad (1a)}
Note-se que h(x) depende de f(x) e de g(x) mas, para calcular h(x1), não basta conhecer f(x1) e g(x1); é preciso conhecer os valores de f(x) e de g(x) em todo o intervalo -∞ < x < ∞.
Por razões históricas, a expressão de definição da convolução frequentemente refere-se a variáveis físicas relacionadas com o tempo, na forma seguinte:
{\displaystyle (f\;*\;g)(t)=h(t)=\int _{-\infty }^{\infty }f(\tau )\cdot g(t-\tau )\;d\tau \quad (1b)}
Mas a expressão (1a) é preferível, por ser mais genérica. Atualmente, a convolução encontra muitas aplicações em matemática pura e processamento de dados. Além disso, mesmo em física e engenharia, a convolução nem sempre se aplica a fenômenos que variam no tempo; existem casos de aplicação a variações no espaço.
Nem todo par de funções f(x), g(x) pode sofrer convolução. Em alguns casos, a integral não pode ser calculada. As condições de existência (ou seja, de integrabilidade) da convolução são discutidas mais abaixo.

### Convolução discreta
Existe ainda uma definição de convolução para funções de domínio discreto, dada por
{\displaystyle (f\;*\;g)(k)=h(k)=\sum _{j=0}^{k}f(j)\cdot g(k-j)\quad (2a)}
Onde f e g são sequências de tamanho n e a fórmula fornece o valor do k-ésimo elemento do resultado. Deve-se notar que o tamanho de h é 2n-1, isto é, k varia de 0 a 2n-1 na fórmula acima.
As sequências f e g não precisam necessariamente ter o mesmo tamanho, supondo f com n elementos e g com m elementos, o tamanho de k será dado por n+m-1.
A convolução discreta pode ser escrita em forma matricial:
{\displaystyle \mathbf {h} =\mathrm {f} \{\mathbf {g} \}=\mathbf {f} \;\mathbf {g} \quad (2b)}
onde f é um operador matricial que transforma o vetor (ou matriz-coluna) g em outro vetor (ou matriz-coluna) h, conforme abaixo:
{\displaystyle {\begin{bmatrix}h_{0}\\h_{1}\\h_{2}\\:\\h_{2n-2}\end{bmatrix}}={\begin{bmatrix}f_{0}&0&0&0&\dots &0\\f_{1}&f_{0}&0&0&\dots &0\\f_{2}&f_{1}&f_{0}&0&\dots &0\\:&:&:&:&&:\\0&\dots &0&f_{n-1}&\dots &f_{0}\end{bmatrix}}{\begin{bmatrix}g_{0}\\g_{1}\\g_{2}\\:\\0\end{bmatrix}}}
Note-se que g deve receber elementos nulos de modo a ficar com 2n-1 linhas, o mesmo tamanho de h. f será uma matriz de (2n-1) x (2n-1) elementos. Devido à presença desses n-1 zeros anexados a g, os valores nas n-1 colunas mais à direita de f não influem no resultado, e podem por conseguinte ser também zerados. Assim, pode-se escrever (2b) alternativamente como
{\displaystyle {\begin{bmatrix}h_{0}\\h_{1}\\h_{2}\\:\\h_{2n-2}\end{bmatrix}}={\begin{bmatrix}f_{0}&0&0&0&\dots &0\\f_{1}&f_{0}&0&0&\dots &0\\f_{2}&f_{1}&f_{0}&0&\dots &0\\:&:&:&:&&:\\0&\dots &0&0&\dots &f_{n-1}\end{bmatrix}}{\begin{bmatrix}g_{0}\\g_{1}\\g_{2}\\:\\g_{n-1}\end{bmatrix}}}
onde g não recebe elementos nulos extras e f é uma matriz de (2n-1) x (n-1) elementos.
Note-se também que a convolução definida pela expressão (2b) não é comutativa. Nos casos de aplicação em que se prefere essa expressão em detrimento da (2b), isso não constitui um problema. Na verdade, em tais casos f e g desempenham papéis diferentes e seria contra-intuitivo invertê-los.
Em muitas aplicações práticas as sequências são grandes o suficiente para considerá-las como se fossem infinitas, isto é, como contendo um número infinito de zeros no início e no final. Seguindo-se essa convenção, não é preciso preocupar-se com o fato de as sequências f, g e h terem tamanhos díspares. Nesses casos, a fórmula da convolução discreta pode ser escrita na forma alternativa
{\displaystyle (f\;*\;g)(k)=h(k)=\sum _{j=-\infty }^{\infty }f(j)\cdot g(k-j)\quad (2c)}
Essa expressão é mais geral e mais útil para a demonstração de teoremas. Se for usada, evidentemente pode acontecer de o valor de k-j ser negativo. Isso ocorre porque, uma vez que as sequências são tornadas infinitas, a origem k=0 passa a ser arbitrária.
Essa expressão é a única admissível se as duas sequências f e g forem naturalmente infinitas. Por exemplo, se forem representações em série de Laurent de duas funções complexas f(s) e g(s).

### A convolução como uma integral indefinida
Uma expressão alternativa para a definição de convolução contínua para funções f(x) e g(x) definidas no intervalo [0,∞] é a seguinte:
{\displaystyle (f\;*\;g)(x)=h(x)=\int _{0}^{x}f(u)\cdot g(x-u)\;du\quad (1c)}
que é a equivalente contínua de (2c), assim como (1a) é a equivalente contínua de (2a).

### Convolução cíclica
Se f e g são funções periódicas com período τ, a informação útil existente no intervalo -∞ < x < ∞ aparece toda em qualquer intervalo de tamanho τ; os valores em outros intervalos são apenas replicações daquele. Nesse caso, é suficiente computar a convolução dentro desse intervalo menor, o que é frequentemente menos trabalhoso, principalmente quando se trata da convolução discreta. Assim, define-se a convolução cíclica (ou convolução circular), na sua variante contínua, de f e g como

Convolucão de dois pulsos retangulares f(t) e g(t), de altura e largura unitárias, centrados em t = 0. f(τ) não é função de t, logo não muda de posição com o tempo; g(t - τ), sim. À medida que t cresce, (t - τ) cresce, e g(t - τ) se desloca para a direita.

{\displaystyle (f\;*_{\theta }\;g)(x)=\int _{a}^{a+\tau }f(u)\cdot g(x-u)\;du\quad (1d)}
onde a é arbitrário. Como as funções são periódicas, e o resultado também, é mais natural escrever
{\displaystyle (f\;*_{\theta }\;g)(\theta )=\int _{0}^{2\pi }f(\phi )\cdot g(\theta -\phi )\;d\phi \quad (1e)}
com a substituição da variável linear x pela variável angular θ. Quanto à convolução cíclica discreta, é dada por
{\displaystyle (f\;*_{\theta }\;g)(k)=h(k)=\sum _{j=0}^{n-1}f(j)\cdot g(k-j+n\cdot H(j-k))\quad (2d)}
onde H é a função passo de Heaviside (ou degrau unitário), e n é o período da sequência. O termo n·H(j - k) aparece para manter o argumento de g(k) dentro da faixa [0,n-1], sem o que a computação não pode ser feita. É comum na literatura, no entanto, a sua omissão, uma vez que, devido ao fato de g(k) ser periódica com período n, g(k-j), para k<j, pode ser substituído por g(k-j+n).
Alguns autores, como, por exemplo, Oppenheim (1983), adotam o termo convolução linear para designar a convolução discreta, para evidenciar as diferenças entre esta e a convolução cíclica e evitar confusão entre as duas. A convolução cíclica demanda interpretação e exibe propriedades diferentes; para mais detalhes, ver abaixo.
Da mesma forma que (2d) corresponde a (2a) para a convolução cíclica discreta, a equação (2b) permanece válida neste caso, com g, h e h conforme abaixo:
{\displaystyle {\begin{bmatrix}h_{0}\\h_{1}\\h_{2}\\:\\h_{2n-2}\end{bmatrix}}={\begin{bmatrix}f_{0}&0&0&\dots &f_{2}&f_{1}\\f_{1}&f_{0}&0&\dots &f_{3}&f_{2}\\f_{2}&f_{1}&f_{0}&\dots &f_{4}&f_{3}\\:&:&:&&:&:\\0&\dots &0&f_{n-1}&\dots &f_{0}\end{bmatrix}}{\begin{bmatrix}g_{0}\\g_{1}\\g_{2}\\:\\0\end{bmatrix}}}
Pode-se ver que f é uma matriz circulante.

### Convenções
Neste verbete, j, k, m e n denotam números inteiros. a e b são constantes reais. c é uma constante complexa. u, v, w, x, y e z denotam variáveis reais. s denota uma variável complexa. t e τ denotam o tempo em exemplos de aplicações físicas. ε denota uma grandeza infinitesimal. θ e φ denotam ângulos.

## Interpretações
O exame direto da integral de definição deixa claro que a convolução é uma medida da área subentendida pelo produto da função f(x) com uma cópia invertida no tempo de g(x), em função da distância relativo entre elas. Algumas interpretações possíveis são mencionadas abaixo.

### Como cálculo de uma média móvel ponderada
Para se adquirir uma boa visão intuitiva da convolução, pode-se entender que ela consiste no cálculo do valor médio da função g(x). Trata-se de uma média ponderada com pesos dados por f(x). A inversão de g(x) não altera nada na interpretação, pois x não tem significado físico. Inverte-se g(x) apenas por conveniência, uma vez que sem isso a operação não seria comutativa (ver mais abaixo).
A figura abaixo ilustra um caso. A variável t representa o tempo, como ocorre em várias aplicações de física. A área de superposição de f(τ) e g(t - τ), em amarelo, é nula para |t - τ| > 1 e atinge um máximo de 1 em (t - τ) = 0, isto é, quando t = τ.

### Como medição de uma grandeza física
Fisicamente, essa operação poderia ser encarada como o resultado da aplicação de um instrumento de medida cuja resposta fosse dada por f(x) a um fenômeno físico expresso pela função g(x). A convolução, nesse caso, daria o resultado da medição. Quanto mais constante e compacta for f(x) (ou seja, quanto mais preciso for o instrumento), mais o resultado final (a medição) será similar a g(x) (o fenômeno observado).
A figura abaixo ilustra um exemplo. Novamente a variável t representa o tempo. O instrumento apresenta uma resposta com decaimento exponencial, um caso bastante comum. É fácil ver que um instrumento perfeito teria que ter uma resposta f(t) = δ(t), onde δ(t) é o Delta de Dirac ou impulso unitário: a área subentendida por f(t) é 0 para -∞ < t < ε, e muda bruscamente para 1 para t > ε. Dessa forma, h(t) = 0 para -∞ < t < ε e g(t) para t > ε.

Observação de um pulso retangular g(t) por um instrumento cuja resposta é f(t). O resultado não é uma cópia fiel de g(t) devido às limitações do instrumento.

Como a operação de convolução é comutativa (ver mais abaixo, fica claro também que, se o sinal aplicado g(t) = δ(t), o resultado h(t) será idêntico a f(t), que foi definido como a resposta do instrumento. Assim, uma maneira direta de levantar a função resposta de um instrumento é aplicar um impulso unitário na sua entrada e medir a saída.

### Como o produto de dois polinômios
A convolução discreta nada mais é que o produto de Cauchy de dois polinômios f e g, de ordem n-1. Se f = f0 + f1x + f2x2 + … fn-1xn-1 e g = g0 + g1x + g2x2 + … gn-1xn-1, o produto será uma sequência h = h0 + h1x + h2x2 + … h2n-2x2n-2, com:
- h0 = f0g0
- h1 = f0g1 + f1g0
- h2 = f0g2 + f1g1 + f2g0

e assim por diante. Ou seja,
{\displaystyle h(k)=\sum _{j=0}^{k}f_{j}\cdot g_{k-j}}
que é idêntica à expressão (2a), a menos da notação usada.

#### Produto de duas sequências
O resultado acima mostra que a convolução discreta pode ser usada para calcular o produto de quaisquer sequências f e g, mesmo que uma ou ambas sejam infinitas ou semi-infinitas. Nesse contexto, n é o número de termos da maior entre elas. Em um exemplo possível de aplicação, g é um conjunto de amostras de um sinal e f representa um processamento aplicado a g.
Nesse exemplo, podem-se identificar casos especiais da sequência f:
- f = {1} funciona como uma "sequência identidade" (ou "unitária"), pois f*g = g;
- outras sequências com a mesma propriedade são {1, 0}, {1, 0, 0} e inclusive a sequência infinita {… 0, 0, 1, 0, 0 …};
- f = {1, -1} gera a primeira diferença finita de g, pois hk = gk - gk-1;
- {\displaystyle f=\left\{{\frac {1}{m}},{\frac {1}{m}},{\frac {1}{m}}\dots {\frac {1}{m}}\right\}} (com m termos) gera a média móvel de g para uma janela de largura m;
- f = {1, 1, 1 …} (semi-infinita) funciona como a "sequência inversa" de {1, -1}, ou seja, f * {1, -1} = {1, 0, 0 …};[1]
- f = { … 0, 0, 0, 1, 1, 1 , 0, 0, 0 …} (infinita) e outras similares provocam o efeito de embaçamento em imagens.

### Como uma integral indefinida
Uma função escrita como integral indefinida na forma
{\displaystyle h(x)=\int _{-\infty }^{x}f(x)dx}
pode ser escrita na forma alternativa de uma integral imprópria
{\displaystyle h(x)=\int _{-\infty }^{\infty }f(u)\cdot H(x-u)\;du\quad (1f)}
onde H(x) é a função de passo de Heaviside (ou degrau unitário). Isso acontece porque a função H(x - u) é nula para qualquer valor de u > x, e igual a 1 para -∞ < u < x.
é óbvio que a expressão da integral é uma convolução f(x) * H(x). Assim, pode-se escrever:
{\displaystyle f(x)={\frac {d}{dx}}\;h(x)={\frac {d}{dx}}\;[f(x)*H(x)]\quad (1g)}
para qualquer função f(x), contanto que a convolução possa ser calculada.

### Como maneira de expressar uma sequência
Como a convolução possui um significado físico claro, muitas vezes prefere-se expressar o resultado de um problema resolvido através de métodos numéricos como uma convolução discreta, em lugar de expressá-lo como uma sequência de valores pura e simples ou mesmo como uma transformada discreta de Fourier.

## Propriedades
Tanto a convolução contínua quanto a discreta exibem as seguintes propriedades:

### Comutatividade
{\displaystyle f\;*\;g=g\;*\;f\quad (3a)}

### Associatividade
{\displaystyle f\;*\;(g\;*\;h)=(f\;*\;g)\;*\;h\quad (3b)}

### Distributividade
{\displaystyle f\;*\;(g+h)=(f\;*\;g)+(f\;*\;h)\quad (3c)}

### Associatividade com multiplicação escalar
{\displaystyle c(f\;*\;g)=(cf)\;*\;g=f\;*\;(cg)\;|\;c\;\in \;\mathbb {C} \quad (3d)}

### Teorema da Convolução
O teorema da convolução diz que, para a convolução contínua
{\displaystyle {\mathcal {F}}\{f(x)\;*\;g(x)\}={\mathcal {F}}\{f(x)\}\cdot {\mathcal {F}}\{g(x)\}\quad (3e)}
e
{\displaystyle {\mathcal {F}}\{f(x)\cdot g(x)\}={\mathcal {F}}\{f(x)\}\;*\;{\mathcal {F}}\{g(x)\}\quad (3f)}
onde {\displaystyle {\mathcal {F}}\{f\}} denota a transformada de Fourier de f(x). Versões deste teorema também valem para a transformada de Laplace, a transformada bi-lateral de Laplace, a transformada Z, a transformada de Mellin e outras.
Quando se trata da convolução discreta, {\displaystyle {\mathcal {F}}\{f\}} denota a transformada discreta de Fourier. Neste caso,
{\displaystyle {\mathcal {F}}\{f(k)\;*_{\theta }\;g(k)\}=n\cdot {\mathcal {F}}\{f(k)\}\cdot {\mathcal {F}}\{g(k)\}\quad (3g)}
{\displaystyle {\mathcal {F}}\{f(k)\cdot g(k)\}=n\cdot {\mathcal {F}}\{f(k)\}\;*_{\theta }\;{\mathcal {F}}\{g(k)\}\quad (3h)}[carece de fontes?]
Note-se que o uso da transformada discreta de Fourier implica o uso da convolução cíclica, uma vez que as funções devem ser periódicas. n é o período de f e de g, e aparece como um fator de escalamento na própria definição da transformação.

### Comportamento dos momentos de ordem 0 a 2
A área (momento de ordem 0) da convolução é igual ao produto das áreas das funções originais f(x) e g(x):
{\displaystyle \int _{-\infty }^{\infty }(f\;*\;g)(x)\;dx=\left[\int _{-\infty }^{\infty }f(x)dx\right]\cdot \left[\int _{-\infty }^{\infty }g(x)dx\right]\quad (3i)}
A abcissa do centro de massa (momento de ordem 1) da convolução é igual à soma das abcissas dos centros de massa das funções originais f(x) e g(x). Se adotarmos a notação {\displaystyle {\bar {x}}_{f}} para a abcissa do centro de massa da função f(x), podemos escrever
{\displaystyle {\bar {x}}_{f}={\frac {\mu _{1}^{'}\{f\}}{\mu _{0}^{'}\{f\}}}={\frac {\int _{-\infty }^{\infty }x\cdot f(x)\;dx}{\int _{-\infty }^{\infty }f(x)\;dx}}}
que é a definição de centro de massa. A propriedade pode ser escrita, então
{\displaystyle {\bar {x}}_{f*g}={\bar {x}}_{f}+{\bar {x}}_{g}\quad (3j)}
A variância (momento central de ordem 2) da convolução é igual à soma das variâncias das funções originais f(x) e g(x). Se adotarmos a notação σf para a variãncia da função f(x), podemos escrever
{\displaystyle \sigma _{f}={\frac {\mu _{2}\{f\}}{\mu _{0}^{'}\{f\}}}={\frac {\int _{-\infty }^{\infty }(x-{\bar {x}})^{2}\cdot f(x)\;dx}{\int _{-\infty }^{\infty }f(x)\;dx}}}
que é a definição de variância. A propriedade pode ser escrita, então
{\displaystyle \sigma _{f*g}=\sigma _{f}+\sigma _{g}\quad (3k)}
Essas propriedades podem ajudar a verificar rapidamente a correção de um cálculo de convolução contínua ou discreta.

### Deslocamento do eixo
{\displaystyle h(x-a)=f(x-a)\;*\;g(x)\quad (3l)}

### Escalamento do eixo
{\displaystyle f(ax)*g(ax)={\frac {1}{|a|}}\;h(ax)\quad (3m)}

### Convoluções com o Delta de Dirac
A operação de convolução, aplicada em conjunto com o Delta de Dirac, realiza uma função de amostragem de um ponto individual.
{\displaystyle f(x)\;*\;\delta (x)=\;f(x)\quad (3n)}
Se houver deslocamento do eixo,
{\displaystyle f(x)\;*\;\delta (x-a)=f(x-a)\quad (3o)}
Aplicada em conjunto com derivadas do Delta de Dirac, a convolução funciona como uma diferenciação.
{\displaystyle f(x)\;*\;\delta ^{2}(x)={\frac {d}{dx}}\;f(x)\quad (3p)}
{\displaystyle f(x)\;*\;\delta ^{3}(x)={\frac {d^{2}}{dx^{2}}}\;f(x)\quad (3q)}
e assim por diante.

### Regra da diferenciação
{\displaystyle {\frac {d}{dx}}\;(f\;*\;g)(x)=f(x)\;*\;\left[{\frac {d}{dx}}g(x)\right]=\left[{\frac {d}{dx}}f(x)\right]\;*\;g(x)\quad (3r)}
No caso discreto, uma aproximação é o uso dos operadores diferenciais
{\displaystyle {\mathcal {D}}f[n]={\frac {1}{T}}(f[n+1]-f[n])}
ou
{\displaystyle {\mathcal {D}}f[n]={\frac {1}{T}}(f[n]-f[n-1])}
onde {\displaystyle T} é o período de amostragem. Essa regra deve-se ao fato de que as operações de derivação, integração e translação podem ser realizadas através da convolução, como mostrado nas expressões (3p), (1f) e (3l), respectivamente. O primeiro operador é chamado operador de diferença adiantada, e o segundo, operador de diferença atrasada.

### Convoluções com a função de Heaviside
A convolução apresenta as seguintes propriedades interessantes relacionadas com a função de Heaviside:
{\displaystyle H(x)\;*\;[f(x)\cdot H(x)]=\;\int _{0}^{x}f(x)\;dx\quad (3s)}
{\displaystyle {\frac {d}{dx}}\;[f(x)\;*\;H(x)]=f(x)\quad (3t)}

### Autocorrelação de uma convolução
A convolução apresenta a seguinte propriedade relacionada à operação de autocorrelação:
{\displaystyle R\left(f(x)\;*\;g(x)\right)=R\left(f(x)\right)\;*\;R\left(g(x)\right)\qquad (3u)}
onde R() indica a função de autocorrelação.

### Propriedades da convolução cíclica
A convolução cíclica é bastante diferente da convolução discreta. A convolução (linear) discreta de duas sequências de n elementos é uma sequência de 2n elementos; A convolução cíclica de duas sequências de período n, e portanto com n elementos cada, em contraste, é uma sequência com o mesmo período, e, portanto, o mesmo número n de elementos.

## Cálculo de convoluções
Uma convolução pode ser calculada diretamente das expressões de definição (1a), (2a), (2c), (1d) e (2d). Para exemplos, ver o anexo.
Convoluções também podem ser calculadas indiretamente, lançando-se mão do teorema da convolução. A partir da expressão (3g), por exemplo, pode-se escrever
{\displaystyle f(k)\;*_{\theta }\;g(k)={\mathcal {F}}^{-1}\left\{n\cdot {\mathcal {F}}\{f(k)\}\cdot {\mathcal {F}}\{g(k)\}\right\}}
e assim calcular a convolução de duas sequências a partir de suas transformadas de Fourier. Pode-se também usar outras transformadas para isso, como a transformada de Hartley. Para exemplos, ver o anexo.

## Condições de existência da convolução
A integral imprópria (1a), que define a convolução, não converge para qualquer par de funções. Por exemplo, se f(x) = g(x) = cos(x), a convolução não pode ser calculada. São condições suficientes (mas não necessárias) para a existência da convolução de duas funções f(x) e g(x):
1. f(x) e g(x) devem ser absolutamente integráveis no intervalo [-∞, 0], isto é, a integral do módulo da função nesse intervalo precisa convergir;
2. f(x) e g(x) devem ser absolutamente integráveis no intervalo [0, ∞];
3. f(x) ou g(x) deve ser absolutamente integrável no intervalo [-∞, ∞].

## Aplicações
- A operação de convolução pode ser utilizada para encontrar a resposta de um sistema linear invariante no tempo. A saída de um tal sistema também pode ser dada pela convolução da entrada pela sua resposta ao impulso (ver acima).
- Em estatística, a função de densidade de probabilidade da soma de duas variáveis aleatórias {\displaystyle X} e {\displaystyle Y} é dada pela convolução das respectivas funções de densidade de probabilidade (ver acima).
- Segundo o Teorema da convolução, a convolução de duas funções resulta na multiplicação de suas transformadas de Fourier no domínio da frequência (ver acima).
- Generalizando-se os casos acima, a convolução pode ser definida para quaisquer duas funções integráveis.

definidas em um grupo topológico localmente compacto. Uma generalização diferente é a convolução de distribuições.[carece de fontes?]

### Alisamento e embaçamento
A passagem de um sinal luminoso g(t) por um material transparente real pode ser expresso pela convolução de g com a função que descreve a resposta do material, f. Já se viu (ver acima) que f pode ser levantada experimentalmente aplicando-se um pulso luminoso suficientemente intenso e curto para ser representado pelo Delta de Dirac δ(t) e medindo-se o sinal de saída, h(t). Os efeitos observados experimentalmente de alisamento (ing. "smoothing") e embaçamento (ing. "blurring") podem ser explicados matematicamente a partir das propriedades da convolução.
Chama-se alisamento ao fato de o resultado h(t) da convolução f(t) * g(t) ser sempre uma função mais suave do que os componentes f(t) e g(t). Formalmente, define-se o 'grau de suavidade n de uma função qualquer pela ausência de impulsos em suas derivadas. Por exemplo, o Delta de Dirac é uma função impulsiva, portanto seu grau de suavidade é 0; a função retangular não é impulsiva, mas sua derivada é, portanto seu grau de suavidade é 1. Se chamarmos nf , ng e nh ao grau de suavidade de f, g e h, respectivamente, pode-se demonstrar que nh = nf + ng.
Chama-se embaçamento ao fato de o resultado h(t) da convolução f(t) * g(t) ser sempre uma função mais dispersa ao longo do eixo das abcissas do que os componentes f(t) e g(t). A dispersão, como se sabe, é medida pela variância, e a expressão (3j) mostra que a variância de h(t) será sempre maior que a de f(t) e a de g(t), individualmente.
O efeito combinado desses dois fenômenos é uma perda de definição do sinal original g(t). Operações inversas ao alisamento e ao embaçamento, chamadas de anti-alisamento (ing. "sharpening") e anti-embaçamento (ing. "deblurring"), são frequentemente usadas para restaurar a qualidade do sinal original. Tais operações dependem da deconvolução, tratada mais abaixo.

### Filtro de média móvel
Muitas vezes, o alisamento mencionado no item acima não é um efeito indesejável, e sim algo que se busca deliberadamente. Uma situação típica é a presença de um tipo específico de ruído no sinal, que provoca o aparecimento de flutuações de alta amplitude, curta duração e ocorrência aleatória; um exemplo é a ocorrência de um dia atípico dentro de um conjunto de medições meteorológicas abrangendo um período anual. Essas flutuações precisam ser removidas, para não comprometer a qualidade da informação transportada por g(t).
O filtro de média móvel é um tipo comum de filtro digital, que pode ser descrito por meio da convolução da maneira seguinte:
{\displaystyle h(t)={\frac {1}{\tau }}\cdot \operatorname {rect} \left({\frac {t}{\tau }}\right)\;*\;g(t)}

### Aplicações em Estatística

#### Teorema do Limite Central
O Teorema do limite central é importante em estatística e pode ser enunciado de diversas maneiras equivalentes. Uma delas utiliza a convolucão: se f1(x), f2(x), f3(x) … fn(x) são funções densidade de probabilidade de cada um dos n conjuntos de amostras da mesma variável x,
{\displaystyle \lim _{n\to \infty }\left[f_{1}(x)\;*\;f_{2}(x)\;*\;f_{3}(x)\;\dots \;f_{n}(x)\right]=ae^{-bx^{2}}}

#### Probabilidade de uma soma
Ainda em estatística, pode-se demonstrar que, sendo X e Y duas variáveis aleatórias contínuas e independentes, e PX(R) e PY(R) denotando a respectiva probabilidade de possuírem o valor R, a probabilidade de que X + Y = Z será dada por
{\displaystyle P_{X+Y}(Z)=\int _{-\infty }^{-\infty }P_{X}(u)\cdot P_{Y}(Z-u)\;du=P_{X}(Z)*P_{Y}(Z)}

### Expressão de funções como convoluções
Uma função qualquer f(x) pode ser expressa como uma convolução de duas outras funções, g(x) e h(x), com g(x) composta por uma soma de impulsos unitários e h(x), por um pulso triangular ou de ordem superior. A técnica envolve sucessivas diferenciações de f(x) de forma a expressar uma derivada de ordem superior por meio de um trem de impulsos, que será então a função g(x).

f(x) linear em trechos com descontinuidades.

Se f(x) for uma função linear em trechos, como na figura ao lado, com f(x) = 0 para |x| > 5, então f(x) será contínua em todo o intervalo [-∞,∞] e, nos pontos onde a abcissa é -5 e 5, a derivada f'(x) será impulsiva. Pode-se escrever:
{\displaystyle f'(x)={\begin{cases}0,&x<-5\\2\delta (x),&x=-5\\-1,&-5<x<-3\\1,&-3<x<0\\-2,&0<x<3\\1,&3<x<5\\\delta (x),&x=5\\0,&x>5\end{cases}}}
{\displaystyle f''(x)={\begin{cases}0,&x<-5\\2\delta ^{2}(x)-\delta (x),&x=-5\\0,&-5<x<5\\2\delta (x),&x=-3\\0,&-3<x<0\\-3\delta (x),&x=0\\0,&0<x<3\\3\delta (x),&x=3\\0,&3<x<5\\\delta ^{2}(x)-\delta (x),&x=5\\0,&x>5\end{cases}}}
f"(x) pode, então, ser expressa como um trem de impulsos f"(x) = 2δ2(-5) - δ(-5) + 2δ(-3) - 3δ(0) + 3δ(3) + δ2(5) + δ(5). Se escrevermos h(x) como o trem de impulsos h(x) = f"(x) e g(x) como a função triangular tri(x)
{\displaystyle {\begin{aligned}\operatorname {tri} (x)={\begin{cases}1-|x|,&|x|<1\\0,&|x|>1\end{cases}}\end{aligned}}}
e f(x) = h(x) * g(x).
Se a função a ser expressa for melhor aproximada por meio de arcos de parábola, em lugar de segmentos de reta, pode-se empregar g(x) como o pulso parabólico
{\displaystyle g(x)=(1-x^{2})\cdot \operatorname {rect} \left({\frac {x}{2}}\right)}
e assim por diante.

## Convolução em espaços de mais dimensões
As expressão (1) define a convolução em um espaço euclideano bidimensional, com apenas uma variável independente (na convenção usada, x). Pode-se generalizar a definição de forma a contemplar espaços com mais dimensões. A chamada convolução bidimensional é dada pela expressão
{\displaystyle (f\;**\;g)(x,y))=\int _{-\infty }^{\infty }\int _{-\infty }^{\infty }f(u,v)\cdot g(x-u,y-v)\;du\;dv\quad (5a)}
e possui propriedades similares às da convolução unidimensional, valendo inclusive o teorema da convolução. As expressões para convolução com mais variáveis independentes é obtida de forma similar.
Novas propriedades, que não se aplicam para a convolução unidimensional, aparecem nos espaços multidimensionais.

### Rotação
Se uma das funções gira no espaço de um ângulo θ, o resultado gira da mesma forma. Podemos escrever:
Se {\displaystyle h_{1}(x,y)=f(x,y)\;*\;g(x,y)}
e {\displaystyle h_{2}(x,y)=f(x\;\cos(\theta )-y\sin(\theta ),x\sin(\theta )+y\cos(\theta ))\;**\;g(x,y)}
então {\displaystyle h_{2}(x,y)=h_{1}(x\cos(\theta )-y\sin(\theta ),x\sin(\theta )+y\cos(\theta ))}

### Deformação
Se uma das funções sofre uma deformação numa direção, o resultado sofre uma deformação similar, mas numa direção perpendicular. Podemos escrever:
Se {\displaystyle h_{1}(x,y)=f(x,y)\;*\;g(x,y)}
e {\displaystyle h_{2}(x,y)=f(x+ay,y)\;**\;g(x,y)}
então {\displaystyle h_{2}(x,y)=h_{1}(x,y-ax)}

## Convolução fracionária
A convolução fracionária é definida pela expressão
{\displaystyle (f\;*^{a}\;g)(x)=h(a,x)=e^{-ibx^{2}}\cdot \int _{-\infty }^{\infty }f(u)\cdot g(x-u)\cdot e^{ib[x^{2}+(x-u)^{2}]}\;du\qquad |\;b={\frac {1}{2}}\cot \left({\frac {a\pi }{2}}\right)\quad (1h)}
onde a é um número real entre 0 e 1. Ela se reduz à convolução usual quando a = 1 e se anula quando a = 0.
Uma definição alternativa usa um ângulo α em lugar da variável linear a
{\displaystyle {\begin{matrix}(f\;*^{\alpha }\;g)(x)=h(\alpha ,x)={\sqrt {\frac {1-i\cot(\alpha )}{2\pi }}}\cdot \phi ^{*}(\alpha ,x)\cdot \left(\left[f(x)\cdot \phi (\alpha ,x)\right]\;*\;\left[g(x)\cdot \phi (\alpha ,x)\right]\right)\\\\\phi (\alpha ,x)=e^{i{\frac {x^{2}}{2}}\cdot \cot(\alpha )}\end{matrix}}\quad (1i)}
A propriedade fundamental da convolução fracionária é que
{\displaystyle h(x)=(f\;*^{a}\;g)(x)\qquad \implies h^{n}(x)=(f\;*^{(an)}\;g)(x)\qquad n\;\in \;\mathbb {Z} \qquad (1i)}
Por exemplo, se n = 2 e a = ½, então
{\displaystyle h(x)=(f\;*^{\frac {1}{2}}\;g)(x)\qquad \implies h^{2}(x)=(f*g)(x)}

## Deconvolução
A deconvolução é a operação inversa da convolução: sendo h(x) = f(x) * g(x), com h(x) e f(x) dados, encontrar g(x).
Para obter-se a deconvolução contínua é preciso resolver uma equação integral. Já a deconvolução discreta pode ser obtida facilmente pela fórmula
{\displaystyle g[k]={\frac {1}{f[0]}}\cdot \left(h[k]-\sum _{i=0}^{k-1}g[i]\cdot f[k-i]\right)\qquad (4a)}